# Celine Tyll
Pour les articles homonymes, voir Tyll.
Celine Tyll est une actrice de cinéma et de séries télévisées espagnole. Elle joue son premier grand rôle dans le film Romería de Carla Simón,

## Biographie
Celine Tyll débute en 2004 dans la série Mes adorables voisins diffusée sur la chaîne de télévision Antena 3.
En 2013, elle est au casting du film d'horreur Omnivores réalisé par le cinéaste espagnol Óscar Rojo.
En 2025, elle joue le rôle de Denise dans le film Romería de Carla Simón, sélectionné en compétition officielle du Festival de Cannes.